# 2·8독립선언서
2·8독립선언서(二·八獨立宣言書)는 1919년 2월 8일 동경의 기독교청년회관에서 한국 학생들이 조선청년독립단(朝鮮靑年獨立團) 명의로 발표한 독립선언서이다. 
이광수(李光洙)가 작성한 <독립선언문>과 <결의문(決議文)>, <민족대회소집 청원서> 등의 이념은 
- 2천만 민족을 대표하여 독립을 기성(期成)하기를 선언한다.
- 민족자결(民族自決)에 의한 자유·독립을 요구한다.
- 한일합방은 일본의 강압으로 이룩된 것이니 무효이다.
- 일본의 사기는 인류의 치욕이요, 세계가 개조되는 이때 한국이 독립함은 당연하다.
- 일본 국회와 정부는 조선민족대회를 개최케 하여 한민족의 의사를 물어보라.
- 민족의 생존권을 위하여 일본에 대해 영원한 혈전(血戰)을 전개할 것이다.

등으로, <3·1독립선언>에 비하여 훨씬 구체적이고 투쟁적이며 시민적·혁명적이다.